# Emma Peeters
Emma Peeters è un film del 2018 diretto da Nicole Palo.
La pellicola è stata presentata l'8 settembre 2018, in anteprima, alla 75ª Mostra internazionale d'arte cinematografica di Venezia.
Il film affronta il tema del suicidio e della disperata ricerca della felicità, in chiave brillante.

## Trama
Alla soglia dei 35 anni, Emma Peeters fa un bilancio della sua vita ed il risultato è largamente negativo.
Da dieci anni si è trasferita dal Belgio a Parigi per seguire la sua vocazione di fare l'attrice, ma è riuscita solo a fare uno spot pubblicitario di successo, mentre per tirare avanti è costretta a lavorare come commessa in un negozio di elettrodomestici, dove pure dimostra grandi capacità, ma non prova alcuna soddisfazione.
L'idea del suicidio comincia a farsi strada e così, ad una settimana dal suo compleanno, pianifica di farla finita proprio al compimento dei 35 anni. Nell'ultima settimana si dà un programma di cose da fare per chiudere nel migliore dei modi e senza lasciare rimpianti.
Il ricorso alle pompe funebri cui lei si rivolge in anticipo per espletare tutte le procedure necessarie dopo la sua morte, le fa conoscere un ragazzo, Alex, con il quale si troverà a trascorrere gran parte della sua progettata ultima settimana.
Elegge infatti Alex come uomo con il quale avere il suo ultimo rapporto sessuale, e quindi, grazie all'innamoramento dello stesso che comincia a interessarsi a lei, è a lui che Emma si rivolge per il cianuro fatale, ed è sempre lui che l'accompagna quando i genitori di lei ricambieranno a Parigi l'ultimo saluto che lei aveva fatto loro tornando in Belgio.
Alex è anche l'unico che sa la realtà. Ai genitori, all'amica Lulu, all'anziana e sola Bernadette cui lei fa compagnia, ha detto solo di aver pianificato un lungo viaggio.
Alex sarà capace, senza forzarne la volontà, di fare rinascere in Emma un po' di amore per la vita, che finirà per distoglierla dall'insano intento preferendo di proseguire in una vita forse monotona e che non le ha dato tante soddisfazioni, ma nella quale ha comunque delle persone che le vogliono bene. Tra queste ora c'è anche lui, Alex, con il quale ha la possibilità di improvvisare una fuga romantica... in carro funebre.

## Produzione

### Riprese
Il film è stato girato tra Parigi e Bruxelles tra novembre e dicembre 2017.

## Riconoscimenti
- 2018 - Monte-Carlo Film Festival de la Comédie
  - Miglior regista a Nicole Palo